# Vital de Oliveira (navio)

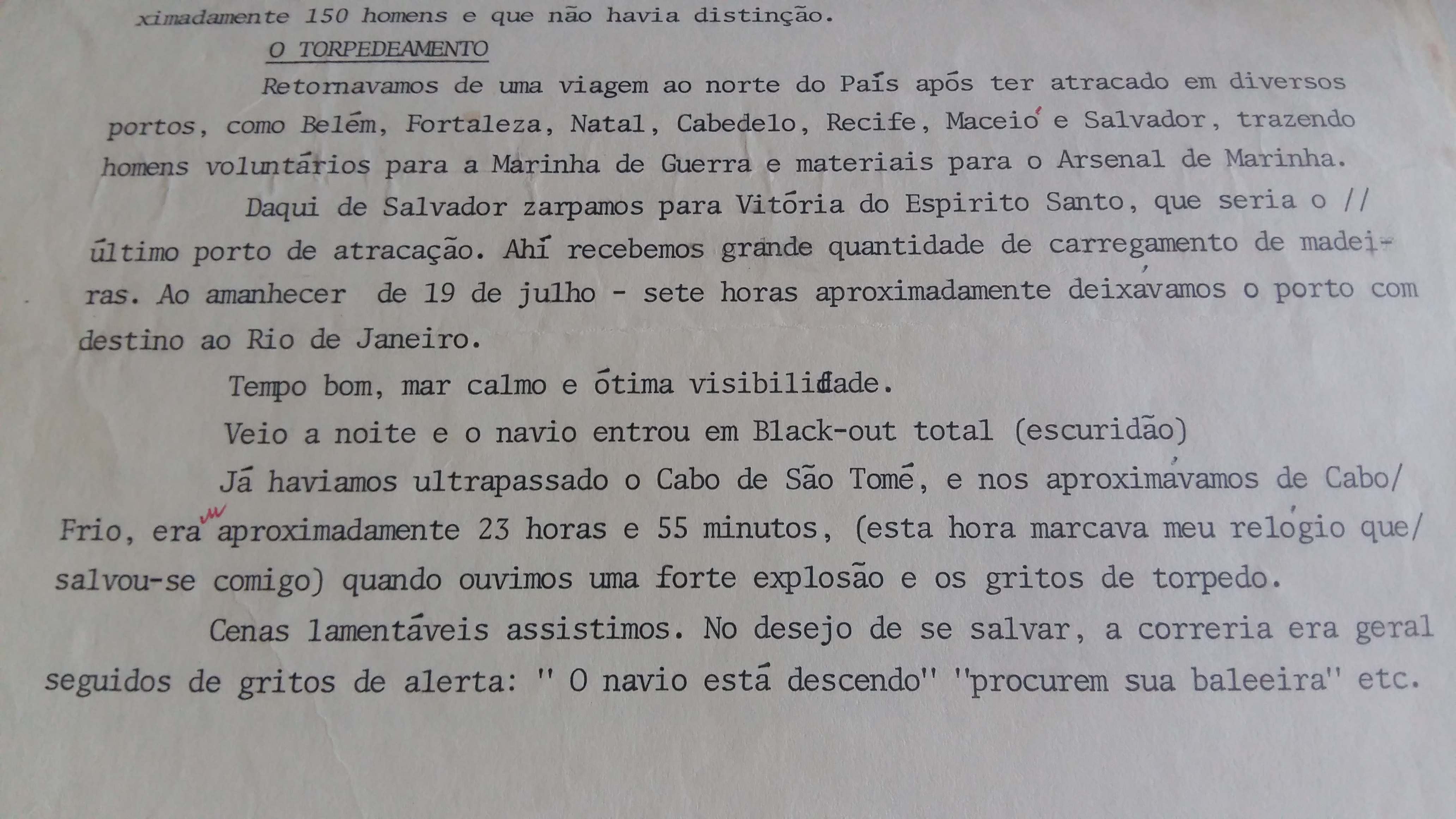
Carta do sobrevivente Oscar Gabriel Soares

O NAux/NHi Vital de Oliveira, ex-Vapor Itaúba', foi um dos navios a vapor da classe Ita que fazia a navegação de cabotagem no Brasil, transportando passageiros e cargas na primeira metade do século XX. Foi construído pelo estaleiro Ailsa Shipbuilding Company Ltd, de Troon, Escócia, em 1910, para a Companhia Nacional de Navegação Costeira, e batizado com o nome Itaúba.

## Incorporação à Marinha do Brasil
Em 1911, o Itaúba foi requisitado pela Marinha do Brasil para servir como transporte da força naval enviada à baía de Assunção destinada a garantir a livre navegação do rio Paraguai, durante a guerra civil do Paraguai, de 1911-1912.
Em 1931, ele foi incorporado à Marinha de Guerra brasileira, juntamente com os vapores Itajubá e Itapema e em 2 de dezembro, de 1932 foi rebatizado como Vital de Oliveira, em homenagem ao Capitão de fragata Manuel Antônio Vital de Oliveira, morto em um bombardeio ao Forte de Curupaiti, em 2 de fevereiro de 1867, quando comandava o Monitor Encouraçado Silvado, na Guerra do Paraguai.
Na Marinha, o Itaúba foi classificado, ao longo dos anos, como navio de instrução, navio faroleiro, navio hidrográfico e, por fim, navio auxiliar.

## Torpedeamento
No dia 19 de julho de 1944, às 23:55, o NAux Vital de Oliveira foi posto a pique, atingido por um torpedo do submarino alemão U-861, a 25 milhas ao sul do Farol de São Tomé, na costa fluminense.
Ele havia partido do porto de Natal trazendo militares para o Rio de Janeiro, e havia feito escalas em Cabedelo, Recife, Salvador e Vitória, de onde saíra escoltado pelo caça submarino Javari. Morreram no naufrágio 99 pessoas dos 270 tripulantes e passageiros.
Na ocasião, era comandado pelo Capitão-de-Fragata João Batista de Medeiros Guimarães Roxo.